# Мартін Лаурсен
Мартін Лаурсен (дан. Martin Laursen, нар. 26 липня 1977, Форванг) — колишній данський футболіст, що грав на позиції захисника. Футболіст року в Данії (2008).
Виступав за «Сількеборг», «Верону», «Мілан» та «Астон Віллу», а також національну збірну Данії, у складі якої став учасником чемпіонату світу 2002 року і двох чемпіонатів Європи.

## Клубна кар'єра
У дорослому футболі дебютував 1995 року виступами за «Сількеборг», в якому провів три сезони, взявши участь у 35 матчах чемпіонату.
У серпні 1998 року перебирається до Італії, в «Верону», яка тоді виступала в Серії В, але в першому сезоні команда повернулася в еліту, хоча Лаурсен взяв участь в невиликому числі матчів через травму коліна. В наступних двох сезонах данець став основним гравцем команди і допомагав їй зберегти місце в Серії А. 

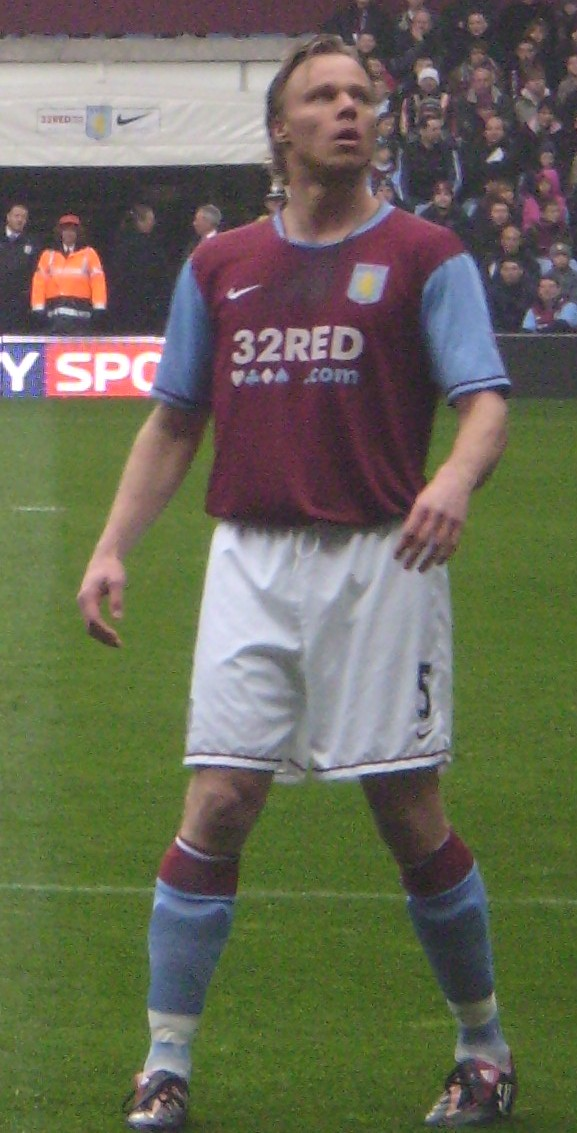
Мартін Лаурсен під час виступів за «Астон Віллу». 20 квітня 2008 року.

В червні 2001 року гравець перейшов у «Парму», яка володіла половиною прав на гравцея ще з минулого літа, але після трьох тижнів клуб перепродує гравця в «Мілан». У складі «россонері» він дебютує з великим успіхом: забиває два голи у перших чотирьох матчах команди. Після приходу влітку 2002 року до команди Алессандро Нести, данець втрачає місце в основному складі. Незважаючи на це, з «Міланом» Лаурсен здобуває перемогу в Лізі Чемпіонів 2003 року, хоча не бере участь у фіналі турніру проти «Ювентуса». У складі «россонері» 2003 року він також завойовує Кубок Італії і Суперкубок УЄФА. Крім того, у наступному сезоні він з командою став чемпіоном Італії. Всього у складі «россонері» він провів 42 матчі і забив 2 голи.
21 травня 2004 року Мартін за 3 млн. фунтів переходить в англійську «Астон Віллу», з якою підписує 4-річний контракт. Сезон 2004/05 він починає дуже успішно, але травма коліна, яка вже мучила гравця в минулому, знову дає про себе знати. Через неї данець пропускає сезон 2005/06. Гравець відправляється в Болонью, щоб почати курс реабілітаційної терапії перед поверненням в 2006 році в «Астон Віллу». Після подолання проблеми, влітку 2006 року виникає серйозне питання щодо можливостей гравця продовжувати виступати на найвищому клубному та міжнародному рівні. Після тривалого лікування Мартін знову виходить на поле у складі національної збірної, але знову змушений залишитися без футболу на невизначений термін через рецидив травми коліна. 
Сезон 2007/08 він починає з великими сумнівами щодо своїх фізичних умов, але в підсумку проводить чудовий чемпіонат, допомагаючи команді заробити місце в розіграші Кубка Інтертото, після чого продовжує контракт з клубом. В першому матчі сезону 2008/09 в Кубку Інтертото, Лаурсен виводить команду з капітанською пов'язкою у матчі проти «Оденсе». 23 жовтня він відзначився забитим голом у ворота амстердамського «Аякса». Пізніше Лаурсен замінив Гарета Баррі в ролі капітана команди. 22 квітня 2009 року Мартін О'Ніл, головний тренер «Астон Вілли», висловив побоювання щодо майбутньої кар'єри данця через постійні травми. 15 травня Лаурсен оголосив про завершення кар'єри професійного футболіста у віці 31 року.

## Виступи за збірну
23 березня 2000 року дебютував в офіційних матчах у складі національної збірної Данії у товариській грі проти збірної Португалії (1:2). Влітку того ж року потрапив у заявку збірної на чемпіонат Європи 2000 року у Бельгії та Нідерландах, проте не взяв участь у жодному матчі на турнірі через травму.
Згодом у складі збірної був учасником чемпіонату світу 2002 року в Японії і Південній Кореї та чемпіонату Європи 2004 року у Португалії.
Протягом кар'єри у національній команді, яка тривала дев'ять років, провів у формі головної команди країни 53 матчі, забивши 2 голи.

## Подальше життя
Після завершення кар'єри Лаурсен повернувся в Данію і оселився в містечку Ведбек, що за 20 км від столиці. Згодом він працював футбольним коментатором для Sky Sports, а також на данській телекомпанії TV 2.
У вересні 2011 року Мартін Ларсен очолив клуб другого данського дивізіону «Селлеред-Ведбек», з яким працював до кінця сезону. Він пішов у відставку 14 червня 2012 року після невдалих результатів за підсумками сезону.

## Статистика виступів

### Статистика клубних виступів
| Сезон                   | Команда                 | Чемпіонат | Чемпіонат | Чемпіонат | Національні кубки | Національні кубки | Національні кубки | Єврокубки | Єврокубки | Єврокубки | Усього | Усього |
| Сезон                   | Команда                 | Ліга      | Ігор      | Голів     | Ліга              | Ігор              | Голів             | Ліга      | Ігор      | Голів     | Ігор   | Голів  |
| ----------------------- | ----------------------- | --------- | --------- | --------- | ----------------- | ----------------- | ----------------- | --------- | --------- | --------- | ------ | ------ |
| 1995-96                 | «Сількеборг»            | СЛ        | 1         | 0         | —                 | —                 | —                 | —         | —         | —         | 1      | 0      |
| 1996-97                 | «Сількеборг»            | СЛ        | 12        | 0         | —                 | —                 | —                 | —         | —         | —         | 12     | 0      |
| 1997-98                 | «Сількеборг»            | СЛ        | 22        | 1         | —                 | —                 | —                 | —         | —         | —         | 22     | 1      |
| Усього за «Сількеборг»  | Усього за «Сількеборг»  |           | 35        | 1         |                   | —                 | —                 |           | —         | —         | 35     | 1      |
| 1998-99                 | «Верона»                | B         | 6         | 0         | —                 | —                 | —                 | —         | —         | —         | 6      | 0      |
| 1999-00                 | «Верона»                | A         | 20        | 2         | —                 | —                 | —                 | —         | —         | —         | 20     | 2      |
| 2000-01                 | «Верона»                | A         | 31        | 1         | —                 | —                 | —                 | —         | —         | —         | 31     | 1      |
| Усього за «Верону»      | Усього за «Верону»      |           | 57        | 2         |                   | —                 | —                 |           | —         | —         | 57     | 2      |
| 2001-02                 | «Мілан»                 | A         | 22        | 2         | КІ                | 6                 | 0                 | КУЄФА     | 9         | 0         | 31     | 2      |
| 2002-03                 | «Мілан»                 | A         | 10        | 0         | КІ                | 7                 | 0                 | ЛЧ        | 10        | 0         | 20     | 0      |
| 2003-04                 | «Мілан»                 | A         | 10        | 0         | КІ                | 6                 | 0                 | ЛЧ        | 3         | 0         | 13     | 0      |
| Усього за «Мілан»       | Усього за «Мілан»       |           | 42        | 2         |                   | —                 | —                 |           | 22        | 0         | 64     | 2      |
| 2004-05                 | «Астон Вілла»           | ПЛ        | 12        | 1         | КА + КЛ           | 0 + 0             | 0 + 0             | —         | —         | —         | 12     | 1      |
| 2005-06                 | «Астон Вілла»           | ПЛ        | 1         | 0         | КА + КЛ           | 0 + 0             | 0 + 0             | —         | —         | —         | 1      | 0      |
| 2006-07                 | «Астон Вілла»           | ПЛ        | 14        | 0         | КА + КЛ           | 0 + 1             | 0 + 0             | —         | —         | —         | 15     | 0      |
| 2007-08                 | «Астон Вілла»           | ПЛ        | 38        | 6         | КА + КЛ           | 1 + 0             | 0 + 0             | —         | —         | —         | 39     | 6      |
| 2008-09                 | «Астон Вілла»           | ПЛ        | 19        | 1         | КА + КЛ           | 0 + 0             | 0 + 0             | I + КУЄФА | 2 + 3     | 1 + 1     | 24     | 3      |
| Усього за «Астон Віллу» | Усього за «Астон Віллу» |           | 84        | 8         |                   | 2                 | 0                 |           | 7         | 3         | 93     | 11     |
| Усього за кар'єру       |                         |           | 218       | 13        |                   | 2                 | 0                 |           | 29        | 3         | 250    | 16     |

### Статистика виступів за збірну
| Дата       | Місто              | Господарі            | Результат | Гості             | Турнір                | Голи | Примітки |
| ---------- | ------------------ | -------------------- | --------- | ----------------- | --------------------- | ---- | -------- |
| 29/03/2000 | Лейрія             | Португалія           | 2 – 1     | Данія             | товариський матч      | -    |          |
| 26/04/2000 | Копенгаген         | Данія                | 0 – 1     | Швеція            | товариський матч      | -    |          |
| 03/06/2000 | Копенгаген         | Данія                | 2 – 2     | Бельгія           | товариський матч      | -    |          |
| 15/11/2000 | Копенгаген         | Данія                | 2 – 1     | Німеччина         | товариський матч      | -    |          |
| 24/03/2001 | Валлетта           | Мальта               | 0 – 5     | Данія             | Відбір до ЧС 2002     | -    |          |
| 28/03/2001 | Прага              | Чехія                | 0 – 0     | Данія             | Відбір до ЧС 2002     | -    |          |
| 25/04/2001 | Копенгаген         | Данія                | 3 – 0     | Словенія          | товариський матч      | -    |          |
| 02/06/2001 | Копенгаген         | Данія                | 2 – 1     | Чехія             | Відбір до ЧС 2002     | -    |          |
| 15/08/2001 | Нант               | Франція              | 1 – 0     | Данія             | товариський матч      | -    |          |
| 01/09/2001 | Копенгаген         | Данія                | 1 – 1     | Північна Ірландія | Відбір до ЧС 2002     | -    |          |
| 05/09/2001 | Софія              | Болгарія             | 0 – 2     | Данія             | Відбір до ЧС 2002     | -    |          |
| 06/10/2001 | Копенгаген         | Данія                | 6 – 0     | Ісландія          | Відбір до ЧС 2002     | -    |          |
| 13/02/2002 | Ер-Ріяд            | Саудівська Аравія    | 0 – 1     | Данія             | товариський матч      | -    |          |
| 27/03/2002 | Дублін             | Ірландія             | 3 – 0     | Данія             | товариський матч      | -    |          |
| 17/04/2002 | Копенгаген         | Данія                | 3 – 1     | Ізраїль           | товариський матч      | -    |          |
| 26/05/2002 | Вакаяма            | Данія                | 2 – 1     | Туніс             | товариський матч      | -    |          |
| 01/06/2002 | Ульсан             | Уругвай              | 1 – 2     | Данія             | ЧС 2002 - 1-й етап    | -    |          |
| 06/06/2002 | Тегу               | Данія                | 1 – 1     | Сенегал           | ЧС 2002 - 1-й етап    | -    |          |
| 11/06/2002 | Інчхон             | Данія                | 2 – 0     | Франція           | ЧС 2002 - 1-й етап    | -    |          |
| 15/06/2002 | Ніїґата            | Данія                | 0 – 3     | Англія            | ЧС 2002 - 1/8 фіналу  | -    |          |
| 21/08/2002 | Глазго             | Шотландія            | 0 – 1     | Данія             | товариський матч      | -    |          |
| 07/09/2002 | Осло               | Норвегія             | 2 – 2     | Данія             | Відбір до ЧЄ 2004     | -    |          |
| 12/02/2003 | Каїр               | Єгипет               | 1 – 4     | Данія             | товариський матч      | -    |          |
| 29/03/2003 | Бухарест           | Румунія              | 2 – 5     | Данія             | Відбір до ЧЄ 2004     | -    |          |
| 30/04/2003 | Копенгаген         | Данія                | 1 – 0     | Україна           | товариський матч      | -    |          |
| 07/06/2003 | Копенгаген         | Данія                | 1 – 0     | Норвегія          | Відбір до ЧЄ 2004     | -    |          |
| 11/06/2003 | Люксембург         | Люксембург           | 0 – 2     | Данія             | Відбір до ЧЄ 2004     | -    |          |
| 20/08/2003 | Копенгаген         | Данія                | 1 – 1     | Фінляндія         | товариський матч      | -    |          |
| 10/09/2003 | Копенгаген         | Данія                | 2 – 2     | Румунія           | Відбір до ЧЄ 2004     | 1    |          |
| 11/10/2003 | Сараєво            | Боснія і Герцеговина | 1 – 1     | Данія             | Відбір до ЧЄ 2004     | -    |          |
| 18/02/2004 | Адана              | Туреччина            | 0 – 1     | Данія             | товариський матч      | -    |          |
| 31/03/2004 | Хіхон              | Іспанія              | 2 – 0     | Данія             | товариський матч      | -    |          |
| 28/04/2004 | Копенгаген         | Данія                | 1 – 0     | Шотландія         | товариський матч      | -    |          |
| 30/05/2004 | Таллінн            | Естонія              | 2 – 2     | Данія             | товариський матч      | -    |          |
| 05/06/2004 | Копенгаген         | Данія                | 1 – 2     | Хорватія          | товариський матч      | -    |          |
| 14/06/2004 | Гімарайш           | Данія                | 0 – 0     | Італія            | ЧЄ 2004 - 1-й етап    | -    |          |
| 18/06/2004 | Брага (Португалія) | Данія                | 2 – 0     | Болгарія          | ЧЄ 2004 - 1-й етап    | -    |          |
| 22/06/2004 | Порту              | Данія                | 2 – 2     | Швеція            | ЧЄ 2004 - 1-й етап    | -    |          |
| 27/06/2004 | Порту              | Данія                | 0 – 3     | Чехія             | ЧЄ 2004 - чвертьфінал | -    |          |
| 18/08/2004 | Познань            | Польща               | 1 – 5     | Данія             | товариський матч      | -    |          |
| 26/03/2005 | Копенгаген         | Данія                | 3 – 0     | Казахстан         | Відбір до ЧС 2006     | -    |          |
| 06/06/2007 | Рига               | Латвія               | 0 – 2     | Данія             | Відбір до ЧЄ 2008     | -    |          |
| 22/08/2007 | Орхус              | Данія                | 0 – 4     | Ірландія          | товариський матч      | -    |          |
| 08/09/2007 | Стокгольм          | Швеція               | 0 – 0     | Данія             | Відбір до ЧЄ 2008     | -    |          |
| 12/09/2007 | Орхус              | Данія                | 4 – 0     | Ліхтенштейн       | Відбір до ЧЄ 2008     | 1    |          |
| 13/10/2007 | Орхус              | Данія                | 1 – 3     | Іспанія           | Відбір до ЧЄ 2008     | -    |          |
| 17/10/2007 | Копенгаген         | Данія                | 3 – 1     | Латвія            | Відбір до ЧЄ 2008     | -    |          |
| 17/11/2007 | Белфаст            | Північна Ірландія    | 2 – 1     | Данія             | Відбір до ЧЄ 2008     | -    |          |
| 26/03/2008 | Гернінг            | Данія                | 1 – 1     | Чехія             | товариський матч      | -    |          |
| 20/08/2008 | Копенгаген         | Данія                | 0 – 3     | Іспанія           | товариський матч      | -    |          |
| 06/09/2008 | Будапешт           | Угорщина             | 0 – 0     | Данія             | Відбір до ЧС 2010     | -    |          |
| 10/09/2008 | Лісабон            | Португалія           | 2 – 3     | Данія             | Відбір до ЧС 2010     | -    |          |
| 11/10/2008 | Копенгаген         | Данія                | 3 – 0     | Мальта            | Відбір до ЧС 2010     | -    |          |
| Усього     |                    | Матчів               | 53        |                   | Голів                 | 2    |          |

## Титули і досягнення

### Командні
- Чемпіон Італії (1):

«Мілан»: 2003-04
- Володар Кубка Італії (1):

«Мілан»: 2002-03
- Переможець Ліги чемпіонів УЄФА (1):

«Мілан»: 2002-03
- Володар Суперкубка УЄФА (1):

«Мілан»: 2003

### Особисті
- Футболіст року в Данії: 2008
- Гравець року в «Астон Віллі»: 2009